# Rescue 911
Rescue 911 (no Brasil, Emergência 911) é uma série de televisão norte-americana apresentada William Shatner, cujo conteúdo era baseado em fatos reais (ocasionalmente, imagens reais). O seriado estreou em 18 de abril de 1989 e terminou em 27 de agosto de 1996 contando casos que partiam das ligações feitas para o número emergencial 911. No Brasil, o programa foi exibido pelo SBT e pelo Canal Viva.